# Orgain Denna Ríg
Orgain Denna Ríg ['orginʲ 'dʲeNa Rʲiːɣʲ] („Das Morden von Dinn Ríg“) ist der Titel einer Erzählung aus dem Historischen Zyklus der Irischen Mythologie. Sie stammt vermutlich aus dem 9. Jahrhundert und ist in drei Manuskripten erhalten: im Lebor Laignech („Das Buch von Leinster“), im Leabhar Buidhe Lecain („Das Gelbe Buch von Lecan“) und im Manuskript Rawlinson B 502 aus dem 12. Jahrhundert.

## Inhalt
Labraid Moen („der Stumme spricht“), der Sohn des Königs Ailill Aine von Leinster, muss zusammen mit seinem Harfenspieler Craiftine und seinem Dichter (fili) Ferchertne ins Exil gehen. Sein Onkel Cobthach Cóel Breg („der Magere von Brega“) hatte nämlich Labraids Vater und Großvater vergiftet und die Königswürde usurpiert. Wie eine andere Version berichtet, lässt sich Conthach Coel eine grausame List einfallen: Er stellt sich tot, lässt sich aufbahren – mit einem Rasiermesser in der Hand – und als sich sein Bruder trauernd über ihn beugt, schneidet er diesem die Kehle durch.
In einer Version der Sage muss Labraid die Herzen von Vater und Großvater zusammen mit einer lebenden Maus schlucken und verliert daraufhin für einige Zeit die Sprache. Wegen seiner Verbannung wird er auch Labraid Loingsech („der Verbannte“) genannt. In Munster findet er Zuflucht und erringt die Liebe der Königstochter Moriath. Um die wachsame Mutter abzulenken, spielt Craiftine ein Schlummerlied, das sie einschlafen lässt. Labraid schläft nun mit Moriath und heiratet sie. Er kann deren Vater Scoriath zur Hilfe überreden und erobert mit Hilfe der Truppen von Munster die Burg seines Vaters, Dinn Ríg (im County Carlow), wieder zurück. Cobthach und seine Gefährten kann er mit Hilfe von Labraids Mutter und des Hofnarren, die beide für Sohn und König freiwillig sterben wollen, in ein eisernes Haus locken, dessen Wände er durch Feuer zum Glühen bringt, so dass alle darin umkommen. Diese grausame Rache brachte ihm den Beinamen Lore („der Grimmige“) ein.